# Aszot Kasparow
Aszot Dżumszudowicz Kasparow (ros. Ашот Джумшудович Каспаров, orm. Աշոտ Ջումշուդի Կասպարով; ur. 16 grudnia?/29 grudnia 1909 we wsi Dudukczi (obecnie w Górskim Karabachu), zm. 7 czerwca 1993 w Hadrucie) – radziecki lotnik wojskowy narodowości ormiańskiej, major, Bohater Związku Radzieckiego (1944).

## Życiorys
Urodził się w ormiańskiej rodzinie robotniczej. Skończył 5 klas szkoły wiejskiej, od 1928 mieszkał w Baku, pracował jako kamieniarz w miejscowości Binagady. W 1931 został powołany do Armii Czerwonej, od 1932 należał do WKP(b), w 1934 ukończył szkołę piechoty w Baku, a w 1935 wojskową szkołę lotniczą w Orenburgu. Uczestniczył w wojnie z Finlandią 1939-1940. Od czerwca 1941 brał udział w wojnie z Niemcami, walcząc w składzie 7 pułku lotnictwa dalekiego zasięgu, bombardując wroga, dostarczając zapasy oblężonym wojskom oraz wywożąc ewakuowanych. Od kwietnia 1942 był w składzie 101 pułku lotnictwa transportowego, przekształconym w lipcu 1942 w 101 lotniczy pułk dalekiego zasięgu, a 5 listopada 1944 przemianowanym na 31 gwardyjski pułk lotnictwa dalekiego zasięgu. W jego składzie walczył do końca wojny. Wykonał bojowe zadania na różnych frontach, a także zadania Centralnego, Ukraińskiego i Białoruskiego Sztabu Ruchu Partyzanckiego. Brał udział w obronie Stalingradu, bitwie pod Kurskiem i przełamaniu blokady Leningradu. Wykonywał bombardowania wojsk i obiektów wojskowych wroga na głębokich tyłach i na przedzie frontu, zaopatrywał regularne jednostki wojskowe oraz oddziały partyzanckie, wywoził rannych, chorych, kobiety i dzieci z tyłów wroga. Do 20 sierpnia 1944 wykonał 15 dziennych i 290 nocnych lotów bojowych, zrzucając 256 ton bomb na wojskowe obiekty oraz skupiska siły żywej i techniki wroga, za co został odznaczony tytułem Bohatera Związku Radzieckiego. W 1946 został zwolniony do rezerwy w stopniu majora. Od 1946 do 1958 był przewodniczącym kołchozu w rodzinnej wsi, potem do 1965 przewodniczącym kołchozu w Hadrucie.

## Odznaczenia
- Złota Gwiazda Bohatera Związku Radzieckiego (5 listopada 1944)
- Order Lenina (5 listopada 1944)
- Order Czerwonego Sztandaru (dwukrotnie, 31 grudnia 1942 i 12 lutego 1944)
- Order Wojny Ojczyźnianej I klasy (dwukrotnie, 7 września 1943 i 11 marca 1985)
- Order Czerwonej Gwiazdy (18 sierpnia 1942)
- Medal „Za zasługi bojowe” (3 listopada 1944)
- Medal „Partyzantowi Wojny Ojczyźnianej” I klasy (17 września 1943)

I inne.